# Voo VIASA 897
O Voo VIASA 897 era uma linha aérea que ligava a Europa à Venezuela, via Roma, Madrid, Lisboa e Açores sendo operado pela companhia venezuelana VIASA, em parceria com a companhia holandesa KLM. No dia 30 de maio de 1961, um Douglas DC-8 que realizava essa rota caiu no mar pouco depois de decolar do Aeroporto da Portela, Lisboa. A queda da aeronave causou a morte de todos os seus 61 ocupantes.

## Aeronave
Após o lançamento do Boeing 707, a Douglas Aircraft Company resolveu acirrar a concorrência no mercado aeronáutico, lançando logo em seguida o Douglas DC-8. O primeiro voo da aeronave ocorreria em 30 de maio de 1958, quase seis meses após o primeiro voo do 707. Esse atraso lhe custaria a hegemonia do mercado, de forma que apenas 556 DC-8 seriam construídos enquanto que a Boeing fabricaria 1010 unidades do 707. A recém criada VIASA (Venezolana Internacional de Aviación Sociedad Anónima), empresa aérea estatal da Venezuela, assinaria um acordo com a holandesa KLM (que assim tomaria parte na composição acionária da VIASA),arrendando logo em seguida duas aeronaves DC-8: Guglielmo Marconi (PH-DCG) e Fridtjof Nansen (PH-DCL). Com o êxito dos DC-8 nas rotas para a Europa e os EUA, a VIASA iria operar mais oito aeronaves, num total de 10 aeronaves operadas.
O Fridtjof Namen (PH-DCL), foi fabricado em 1961, tendo recebido o número de construção 45615/131. A aeronave foi entregue em 1° de maio a KLM, tendo sido arrendada para a VIASA. Até o acidente, a aeronave tinha apenas 209 horas de voo.

## Acidente
A viagem do Voo 897 teve início em Roma, as 20h09 min. do dia 30 de maio, e pousou em Madrid por volta das 22h29 min. Após breve escala em Madrid, o DC-8 decolaria do aeroporto de Barajas às 23h07 min, realizando pouso em Lisboa as 00h06 min. (UTC). Durante a escala em Lisboa, a aeronave seria preparada para o início da travessia do Atlântico, onde pousaria em  Santa Maria, Açores para ser reabastecida e voar diretamente para Caracas.
Ao decolar da pista 23 do aeroporto da Portela as 01h15 min. (UTC), o Douglas DC-8 Fridtjof Nansen (PH-DCL) transportava 47 passageiros e 14 tripulantes. Três minutos depois, a tripulação do Fridtjof Nansen trocaria breve comunicação com o controle de voo de Lisboa, informando teto de nuvens de 3700 pés e tempo chuvoso. Após trocar mais uma mensagem, o DC-8 iniciou mergulho em espiral de quase 90°, entrando em condição de perda de sustentação. Quinze segundos antes de atingir o mar, o piloto- num esforço final- tentou corrigir a trajetória da aeronave, que cairia ao mar por volta das 1h20 min. (UTC), com um ângulo de inclinação de 25° e nariz para baixo. Ao se chocar com o mar em grande velocidade o DC-8 espalharia destroços e restos humanos por uma área de vários quilômetros ao longo da praia da Fonte da Telha.
As operações de resgate dos destroços durariam várias semanas e contaram com mergulhadores e navios das marinhas portuguesa e americana, incluindo o navio de resgate USS Petrel (ASR-14). Ao final havia sido recuperado cerca de 60% dos destroços da aeronave e restos humanos de cerca de 15 corpos.

## Investigações
Após o acidente, uma comissão conjunta de Portugal e Holanda assumiria a tarefa de investigar o acidente. O inquérito seria apresentado apenas em 1 de março de 1963, quase dois anos depois do acidente. Por conta da falta de informações, nunca seria descoberta a causa da perda de controle do DC-8, tendo sido especuladas desde falhas em instrumentos como também uma possível desorientação espacial do comandante durante uma prolongada curva (graveyard spiral).
| “ | Não obstante a investigação minuciosa e prolongada em que colaboraram muitas autoridades e grande número de especialistas, foi impossível determinar a causa provável do acidente. | ” |

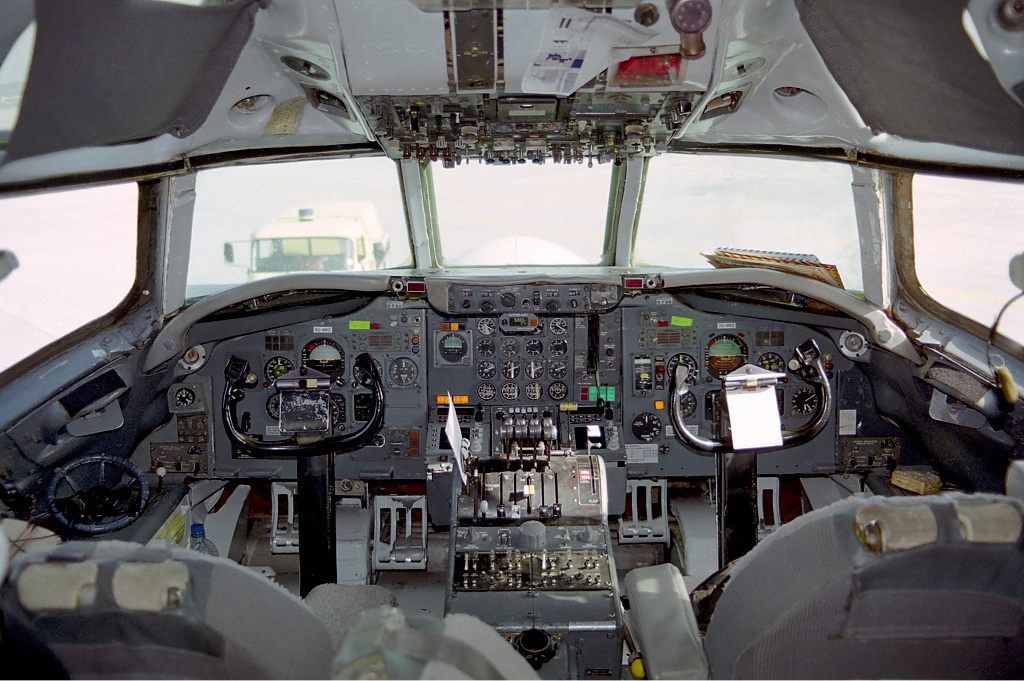
Painel de instrumentos de um Douglas DC-8. A comissão de investigação suspeitou de falha no horizonte artificial ou erro provocado por desorientação espacial da tripulação.
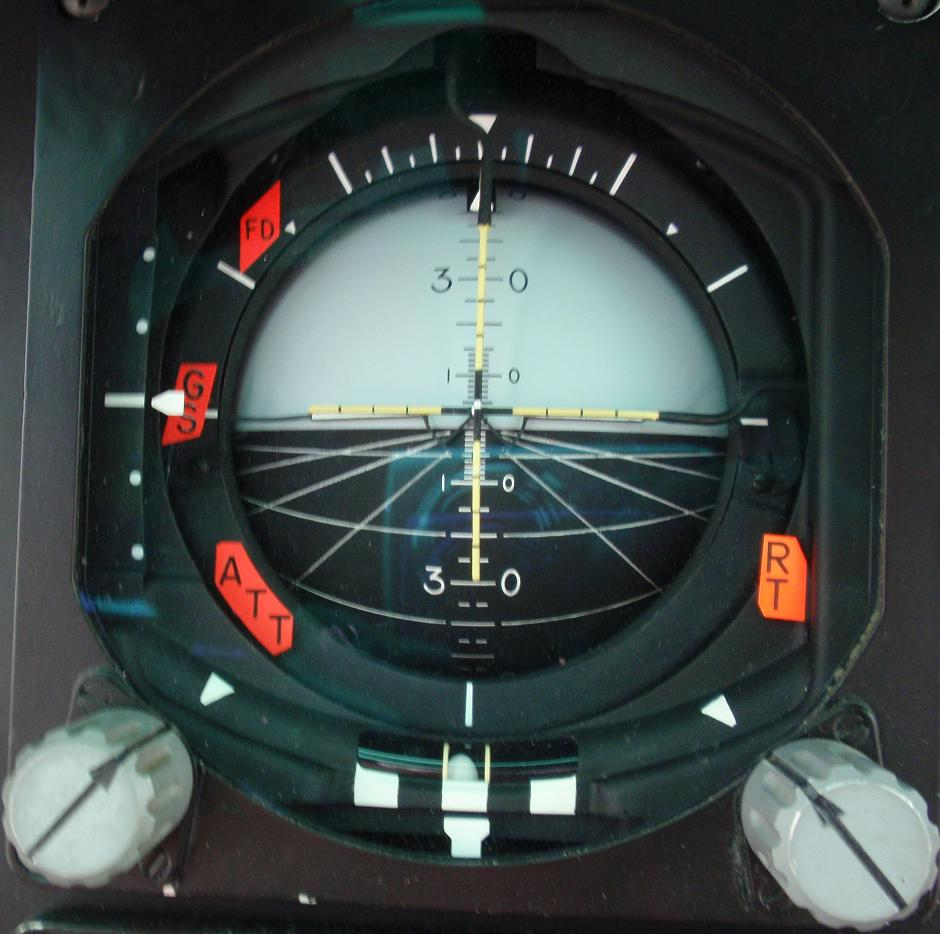
Vista de um horizonte artificial. Uma falha nesse instrumento poderia ter induzido a tripulação a um erro fatal.
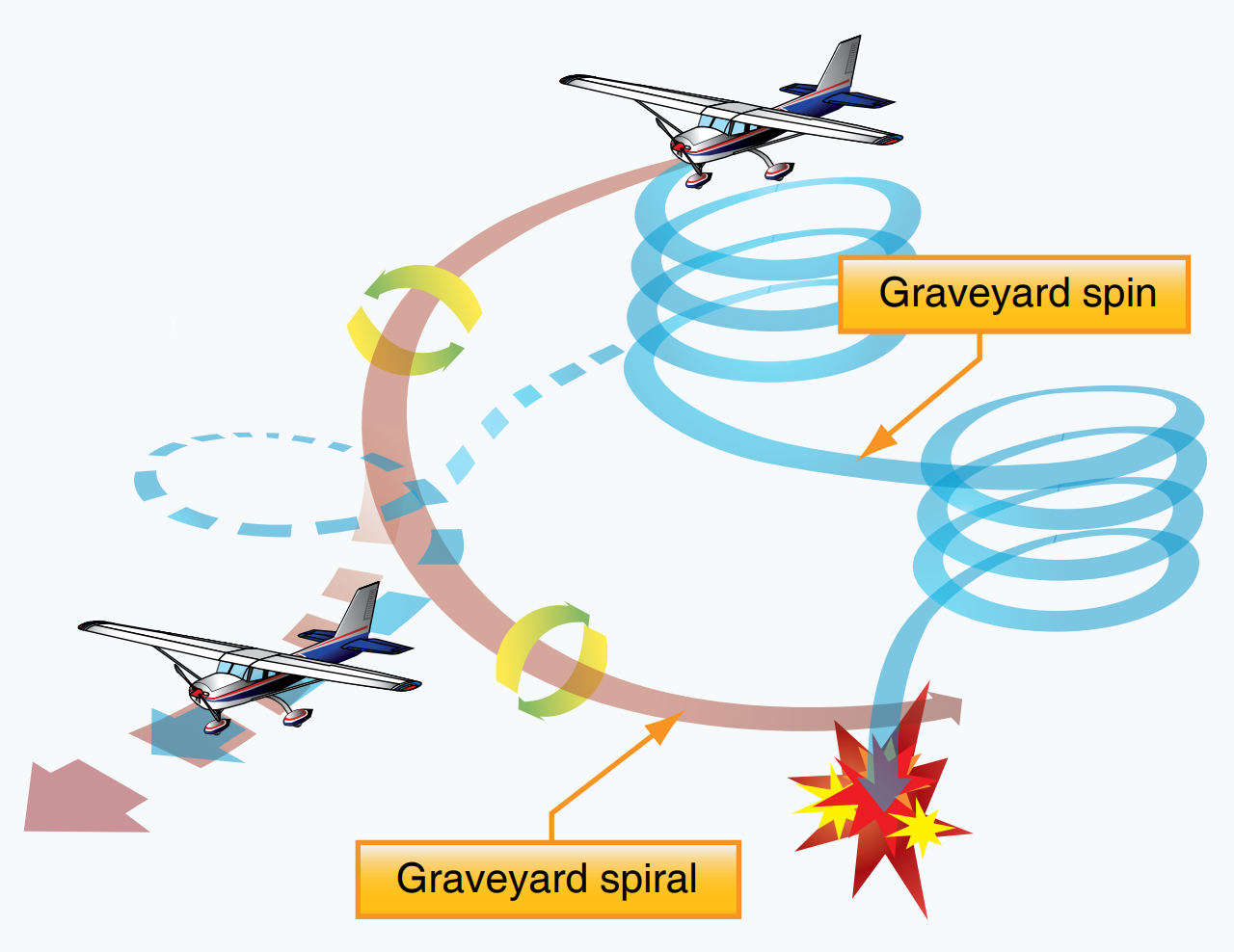
Vista de manobra da prolongada curva (Graveyard spiral). Muitos acidentes seriam causados por conta de desorientação espacial durante essa manobra.

## Nacionalidades
A aeronave transportava 14 tripulantes e 47 passageiros:
| Nacionalidade | Tripulação | Passageiros | Total |
| ------------- | ---------- | ----------- | ----- |
| neerlandesa   | 11         | -           | 11    |
| neozelandesa  | 1          | -           | 1     |
| venezuelana   | 2          | 26          | 28    |
| espanhola     | –          | 10          | 10    |
| portuguesa    | –          | 5           | 5     |
| italiana      | –          | 2           | 2     |
| chilena       | –          | 1           | 1     |
| francesa      | –          | 1           | 1     |
| Desconhecida  | –          | 2           | 2     |
| Total         | 14         | 47          | 61    |